# Villers-Saint-Frambourg-Ognon
Villers-Saint-Frambourg-Ognon es una comuna nueva francesa situada en el departamento de Oise, de la región de Alta Francia.

## Historia
Fue creada el 1 de enero de 2019, en aplicación de una resolución del prefecto de Oise de 28 de septiembre de 2018 con la unión de las comunas de Ognon y Villers-Saint-Frambourg, pasando a estar el ayuntamiento en la antigua comuna de Villers-Saint-Frambourg.

## Demografía
Según los datos aportados en la resolución del prefecto de Oise, la comuna se crea con 753 habitantes.

## Composición
| Comuna fusionada        | Código INSEE | Población (2016) | Superficie (km²) | Densidad (hab./km²) |
| ----------------------- | ------------ | ---------------- | ---------------- | ------------------- |
| Ognon                   | 9999         | 9999             | 9999             | 9999                |
| Villers-Saint-Frambourg | 9999         | 9999             | 9999             | 9999                |